# Аникин, Виктор Иванович
Ви́ктор Ива́нович Ани́кин (14 января 1918, Алатырь, Симбирская губерния — 23 сентября 1997) — советский и белорусский архитектор, учёный и педагог, работавший в 1946—1958 годах в Литве. Заслуженный архитектор Белорусской ССР (1980), член-корреспондент Белорусской академии архитектуры.

## Биография
Окончил архитектурный факультет Ленинградского института инженеров коммунального строительства (архитектор-проектировщик жилых и общественных зданий) в 1940 году. Был призван в армию. Участвовал в Великой Отечественной войне, рядовой 84-го отдельного сапёрного батальона, награждён медалью «За боевые заслуги».
С 1946 года Аникин работал в Вильнюсе районным архитектором, затем творческим руководителем в проектных организациях. За годы работы в Литве он создал ряд проектов крупных общественных зданий: стадион «Спартак» (впоследствии стадион «Жальгирис»), мост им. Черняховского через р. Нярис (Вилия), административные здания министерств лесной промышленности и промышленности строительных материалов; принимал участие в проектировании здания Педагогического института (ныне Академия просвещения университета Витовта Великого). Участвовал в проектировании набережной К. По́желос в Вильнюсе.
Аникин также разработал в соавторстве с другими архитекторами ряд серий типовых проектов жилых домов, получивших распространение в строительстве Литвы.
В 1946 году вступил в Белорусский союз архитекторов.
В 1958 году архитектор переехал в Минск. С 1960 года работал в институте «Белгоспроект». С 1964 года преподавал в Белорусском политехническом институте (ныне Белорусский национальный технический университет); заведующий кафедрой «Архитектура производственных объектов и архитектурные конструкции» (1977). Кандидат архитектуры (1970). Тема кандидатской диссертации — «Приемы застройки жилых комплексов в крупных городах Белорусской ССР : (вопросы объемно-пространственной композиции)», научный руководитель — А. П. Воинов. Профессор (1984).
Жена Лидия Иосифовна (24 июня 1917 — 14 января 2007), архитектор.

## Основные работы
- Республиканская библиотека Литовской ССР (ныне Литовская национальная библиотека имени Мартинаса Мажвидаса; 1953)[3];
- Стадион «Спартак» (Вильнюс; ныне «Жальгирис»);
- Генплан (1961) и проекты застройки микрорайонов Светлогорска в Гомельской области [7] (1965, в авторском коллективе);
- Генплан Пинска (1963)[9];
- Генплан (1965)[9], проект планировки центрального района (совместно с Г. Трушниковой, 1965)[10] и проект реконструкции центра (1968) Бреста[9];
- Проект благоустройства площади Ленина (ныне площадь Независимости) в Минске[9] (1962[11], начало благоустройства 1964, авторский коллектив: инж. И. Шпит и Р. Образцова[12]);
- Проект реконструкции Центрального ботанического сада НАН Беларуси в Минске[9] (1962[13]);
- Проект детальной планировки жилых районов и микрорайонов по улицам Чкалова, «Восток-1» (совместно с П. С. Волчком, Л. Г. Гафо, Г. Д. Гориной, Е. К. Дятловым и другими[14], конкурс 1963 года, построено в 1965—1976[11]), Серебрянка в Минске[9];
- Корпус № 15 БПИ (1982, открыт в 1983[15], совместно с И. Есьманом)[16].

## Память
- Имя заслуженного архитектора Беларуси (1980) Виктора Аникина присвоено одной из улиц в Минске (бел. вуліца Віктара Анікіна; рус. улица Ви́ктора Ани́кина)[17].